# Phallichthys amates
 Phallichthys amates és una espècie de peix de la família dels pecílids i de l'ordre dels ciprinodontiformes.

## Morfologia
Els mascles poden assolir els 7 cm de longitud total i les femelles els 6.

## Distribució geogràfica
Es troba a Centreamèrica.